# Откровение Иоанна Богослова, 4

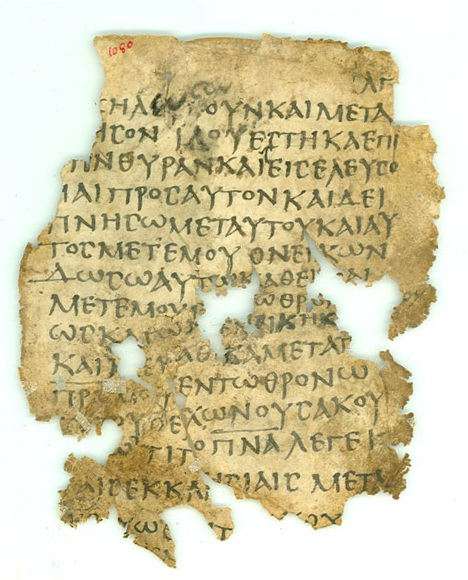
Рукопись 0169, 4-й век. Содержит текст книги Откровения 3:19-4:3

Откровение Иоанна Богослова, Глава 4 — четвертая глава Книги Апокалипсиса (4:1—11). В ней Иоанна возносят к небесному престолу и он имеет Видение Господа на престоле Славы. Престол окружают двадцать четыре старца  в белых одеждах и четверо животных, непрестанно поклоняющиеся Богу и возносящих молитву.

## Структура
- Видение Небесного престола (4:1-3)
- Старцы и существа, и их поклонение Господу (4:4-11)

## Содержание

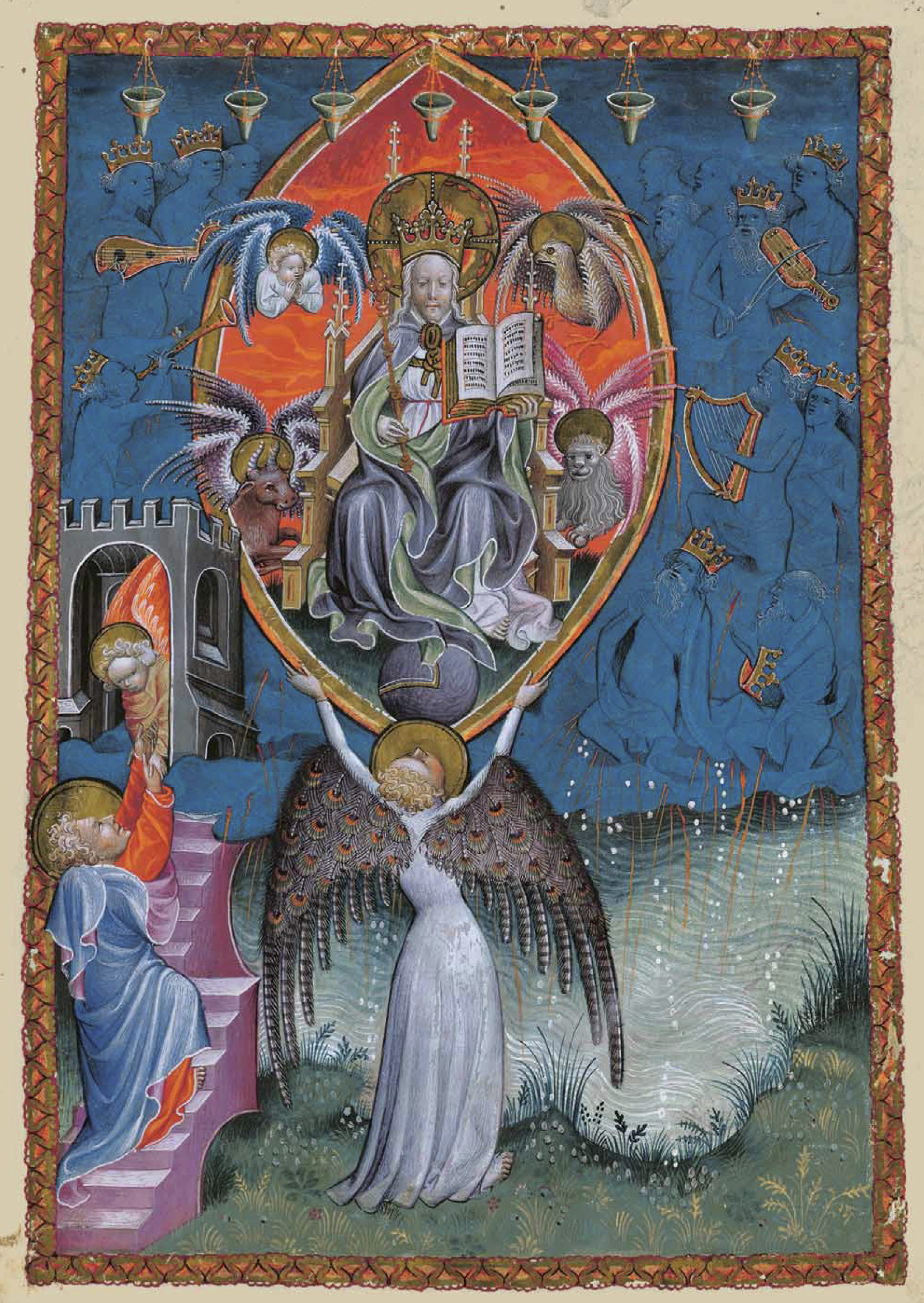
Иллюстрация к 4-й главе. «Видение Господа на престоле Славы», миниатюра из Apocalypse flamande, ок. 1400

Видение Господа на престоле Славы: Иоанн зрит Господа, окруженного 4 крылатыми существами, исполненных очей, а также 24 сидящими старцами. Они возносят молитвы и поклоняются Богу.

### Упомянуты
- Небесный престол
- Старцы Апокалипсиса
- Четыре апокалиптические существа (тетраморф)
- Христос во Славе (Maiestas Domini)
- Стеклянное море
- Семь светильников

## Параллельные места, цитаты, аллюзии
- Небесный престол: Ис. 6:1; Иез. 1:26; 3Цар. 22:19.
- Старцы Апокалипсиса: Отк. 5:5-14; Отк. 7:11-13; Отк. 14:3; Отк. 19:4.
- Четыре апокалиптические существа (тетраморфы): Иез. 1:4-28; 10:14 и 41:19 (херувимы с лицами льва и человека).
- Стеклянное море: Отк. 15:2.
- Семь светильников: Отк. 1:12; Отк. 1:20; Отк. 2:1.
- «Который был, есть и грядет»: Отк. 1:4; Отк. 1:8. Имя рассматривается как перевод смысла имени Яхве (Иегова), аналог «Я Есмь».

## Толкование
В этой главе впервые появляются 24 старца, которые станут «сквозными персонажами» книги, фигурируя в качестве «хора» во множестве следующих эпизодов. Кем они конкретно являются в книге не указано, существует несколько интерпретаций. Их количество — это дважды по 12; возможно, это положенное число черед священников в иерусалимском Храме в течение суток, то есть это число обозначает «все священники». Или же это 12 патриархов + 12 апостолов. Возможно, это обозначение иудеев и язычников, из которых состоит Церковь.
Золотые венцы старцев - венцы победителей (гр. στέφανον), не царские короны (гр. διαδήμα), в русском переводе «диадимы» (ср. Отк.12:3, 13:1, 19:12).

### Четыре апокалиптических существа
Престол Господа окружают четыре существа, «исполненных очей», с шестью крыльями каждое — это ангел, лев, бык и орел. Этот образ идет от ветхозаветного видения пророка Иезекииля, однако здесь получил дальнейшее развитие. Позже эти животные станут символами четырех евангелистов.

## Иконография
Эта глава оказала огромное влияние на сложение глобальной христианской иконографии за пределами собственно апокалиптических циклов. Христос во Славе (Maiestas Domini) стал одним из главных принципов изображения Бога (см. также Христос Пантократор). Также из описания 4 существ (взятых Иоанном из видения Иезекииля, однако там они имели одно тело на четверых), развилась концепция четырех символов евангелистов. Сюжеты из этой главы были одними из первых апокалиптических тем, адаптированных раннехристианским искусством сразу после победы Церкви в IV веке. Богоявление, Majestas Domini, видение Неба, 24 старца, 4 животных получают жизнь, отдельно от иллюстрирования книги, и становятся одной из важнейших тем христианского западного искусства в целом.
Важнейший иконографический мотив Maiestas Domini, встречающийся во всех жанрах изобразительного искусства, изображает Господа Вседержителя, сидящего в центре композиции на Троне в сиянии мандорлы, которую по краям поддерживают 4 животных. Именно в таком варианте иконография стала независимой от апокалиптического цикла. На иллюстрацию собственно книги указывает употребление дополнительных деталей — Иоанн в сопровождении ангела, указывающего ему на отверстые небеса, а также старцы, сидящие по сторонам Трона. Старцы обычно изображаются с музыкальными инструментами, например арфами. В миниатюрах также встречается мотив открытой двери в Небесах, но он весьма редок.
Локальной осталась иконография второго эпизода главы — старцы, склоняющиеся в поклоне и протягивающие свои венцы (короны) Господу. В рамках иллюстраций Апокалипсиса она является достаточно популярной и встречается во многих техниках. Весьма любопытно упражнение на эту тему Уильяма Блейка 1803—1805 гг.

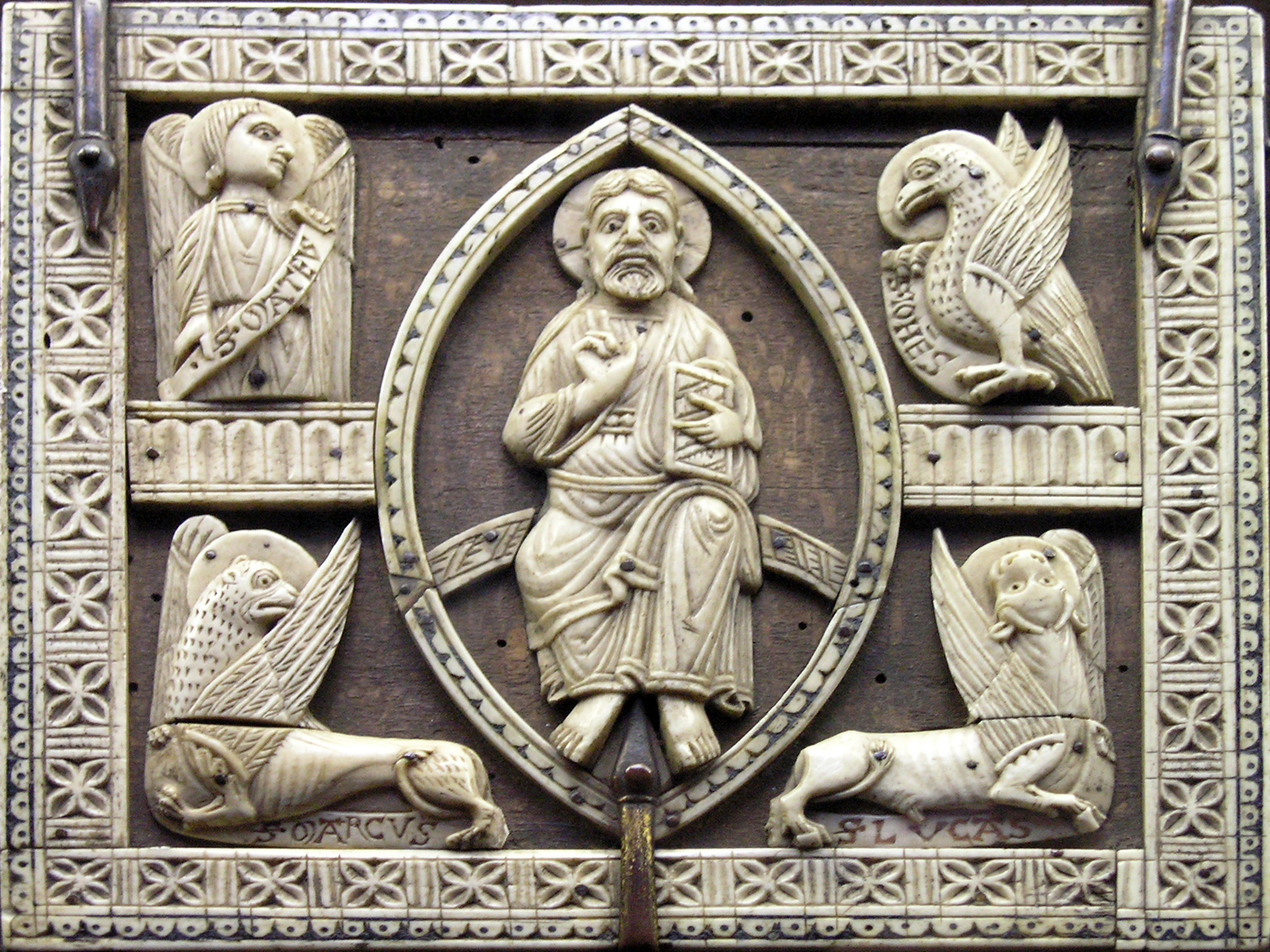
«Господь во Славе», XIII век
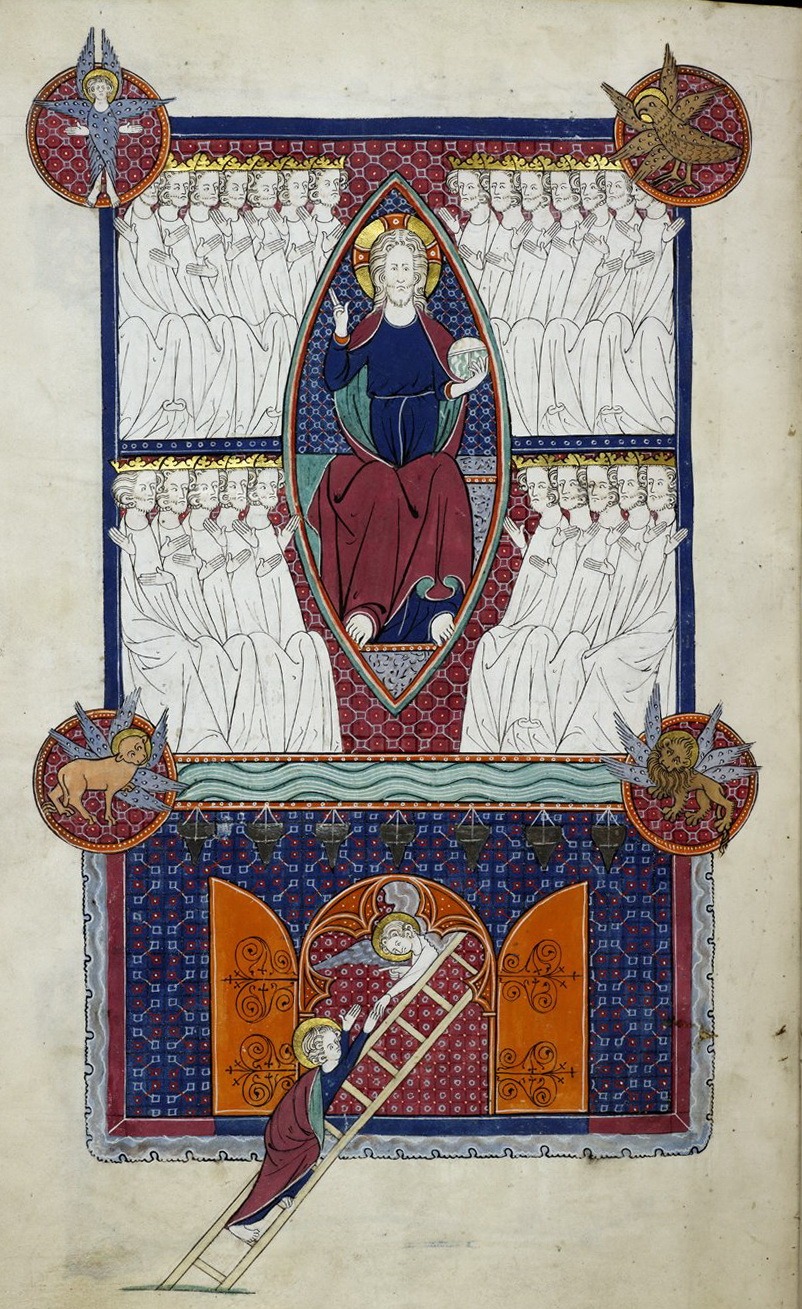
«Видение Господа во славе в окружении старцев и Открытая дверь», миниатюра из «Welles Apocalypse», ок. 1400
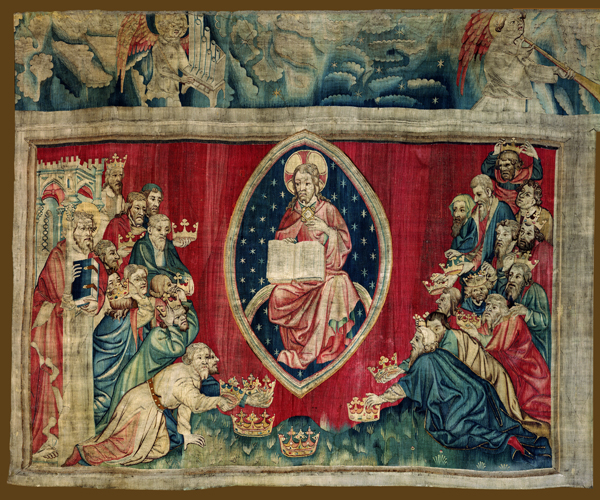
«Старцы с венцами», фрагмент гобелена «Анжерский апокалипсис», XIV век

## В популярной культуре
- Город золотой — песня, использующая мотив тетраморфа.